# 日本テレビ系列夕方ニュース枠
日本テレビ系列夕方ニュース枠（にほんテレビけいれつゆうがたニュースわく）は、日本テレビをはじめとするNNN系列で、毎日夕方に放送されている報道番組の一覧のことである。
放送期間・放送時間は同局（制作局、関東地区）のもの。

## 各番組の歴史

### 平日
平日夕方のニュースは開局と同時に開始、やがて枠を18時30分 - 18時45分に移動し、改題および枠拡大を繰り返しながら1986年9月末まで続けた。
1982年4月5日には、TBSテレビの『テレポートTBS6』に対抗すべく、平日17時30分枠と18時枠の再放送番組や箱番組を30分ずつ繰上げ、18時 - 18時30分のローカルニュース枠『6時です!4チャンネル』を設置したが、それまで再放送に慣れた視聴者には不評で、1年で撤退した。
1986年9月29日より、初の1時間枠のニュース番組『NNNライブオンネットワーク』を開始。当初の1年間は従前の後半30分を全国ニュース（関東以外のネット局は18時30分飛び乗り）としていたが、最後の半年は全国ニュースを前半と後半に分割し、30分枠のローカルニュースを挟み込む構成をとっていた。このためほとんどの系列局では異なる番組タイトルを採用していた。
1988年4月改編で当時『ズームイン!!朝!』司会で絶大な支持を受けていた徳光和夫をキャスターにした『NNNニュースプラス1』を開始。それまでのローカルニュース→全国ニュースという構成から全国ニュース→ローカルニュースという構成に変更する。
当初は番組枠をさらに19時半まで拡大し90分枠化する計画だったが、クロスネット編成を敷く一部系列局の反発により挫折、19時から情報ドキュメンタリー番組『追跡』が編成される。同様に2009年4月改編でも19時台に報道番組新設構想が持ち上がるが、これも最終的には生放送バラエティ番組『サプライズ』となる。
1991年10月に札幌テレビが『どさんこワイド120』を成功させると、系列各局も同番組を模倣した夕方ワイド番組を編成することで同様の成功を収める。この流れから日本テレビも1996年10月に『ニュースプラス1』を17:30開始に拡大、生活情報を取り込むことで成功する。同時に全国ニュースでも17:57開始のフライング編成を採用。全国規模での夕方ニュース大型化戦争の火付け役となる。
その後変遷および枠拡大を繰り返し、2006年4月にプラス1の要素を引き継いだ『NNN Newsリアルタイム』を開始。2010年4月から『news every.』となり現在に至っている。
2014年1月6日より、月曜から木曜に限り、『news every.』を枠拡大のうえ3部制に移行することとなり、16時台と枠統合された。
なお、『news every.』は2016年4月から金曜も月 - 木曜同様の枠切りによる3部制に移行し、16時台と枠統合する。

### 土曜
土曜版は平日版共々開局当初より開始。平日版の時間拡大後も引き続き18時30分開始の30分番組を続いていた。
1989年10月に『三井不動産アニメワールド』（ローカルセールス）を設置するため30分繰上げ、更に2009年4月からは、『名探偵コナン』（読売テレビ制作）が移動のため、更に30分繰上げ、2013年4月からは、『宇宙兄弟』（読売テレビ制作）が移動のため、更に30分繰上げて17時開始となった。

### 日曜
日曜版も開局と同時に開始したが、やがて16時枠などに移動、『NNN日曜夕刊』に改題し、1974年からは日曜18時に定着、1996年3月31日まで続けた。
1996年4月からは『NNNニュースプラス1・サンデー』に変更、そして2000年10月からは、直後に放送されていたスポーツ情報番組『独占!スポーツ情報』と統合し、日曜初の1時間番組『The独占サンデー』となった。
2002年10月6日からは、それまでのスポーツ情報を一切廃した『真相報道 バンキシャ!』へ変更、現在まで続いている。なお、『24時間テレビ 「愛は地球を救う」』など日曜夕方における特番編成時『バンキシャ!』を休止する場合は、16時54分から5分枠の『NNNニュース』で代替される。

### 年末年始
1990年代までは原則30分の通常編成と同一番組名・フォーマットで放送されていた。『The独占サンデー』が開始された2000年末より『NNNニュース』のタイトルで、10-15分枠の放送に改めた。
『箱根駅伝』や『高校サッカー』編成との兼ね合いから、2012年より1月2日・3日のみ『NNNニュース&スポーツ』としてややスポーツニュースにウェイトを置いた20分 - 30分の番組を放送している。2014年末より12月29日頃から1月1日まで放送の番組については任意ネットとし、EPG上のタイトルおよび番組内でのNNN表記を取りやめた。山形放送や北日本放送、日本海テレビ、南海放送等一部系列局では日本テレビ制作のニュースをネットせず、自社制作のローカルニュースに代替していた。
2021年末より年末年始版の『news every.』として、土曜版に近いフォーマットでの放送となり全国ネットでの放送も再開した。なお、大晦日と元日、日曜日にあたる場合はたとえ30分枠であっても『NNNニュース』として放送される。

## 主な番組

### 平日・土曜日
- NTVニュース（1953年8月 - 1956年3月31日）
- ニュースフラッシュ（1956年4月2日 - 1966年3月31日）
- NNNニュースフラッシュ（1966年4月1日 - 1974年3月30日）
- NNNニュース（1974年4月1日 - 12月28日）
- NNN JUST NEWS（1975年1月6日 - 1984年3月31日）
  - 6時です!4チャンネル（1982年4月5日 - 1983年3月31日）- ローカルニュース枠、月曜 - 金曜の放送。
- NNN6:30きょうのニュース（1984年4月2日 - 1986年9月27日）
- NNNライブオンネットワーク（1986年9月29日 - 1988年4月2日）
- NNNニュースプラス1（平日）、NNNニュースプラス1・サタデー（土曜）（1988年4月4日 - 2006年4月1日）
  - 『サタデー』と表記されたのは1996年4月6日から
- NNN Newsリアルタイム（平日）、NNN Newsリアルタイム・サタデー（土曜）（2006年4月3日 - 2010年3月27日）
  - ただし、オープニングなど番組中に『サタデー』という表記は使われない。
- news every.（平日）[注釈 1]、news every.サタデー（土曜）（2010年3月29日 - ）
  - ただし、オープニングなど番組中に『サタデー』という表記は使われない。

### 日曜日
- NTVニュース（1953年8月 - 1961年3月）
- 日曜夕刊→NNN日曜夕刊（1961年4月 - 1996年3月31日）
- NNNニュースプラス1・サンデー（1996年4月7日 - 2000年9月24日）
- The独占サンデー（2000年10月1日 - 2002年9月29日）
- 真相報道 バンキシャ!（2002年10月6日 - ）

### 番組の移り変わり
| 期間      | 期間      | 平日                      | 土曜日                         | 日曜日                       |
| --------- | --------- | ------------------------- | ------------------------------ | ---------------------------- |
| 1953.8.28 | 1956.4.1  | NTVニュース               | NTVニュース                    | NTVニュース                  |
| 1956.4.2  | 1961.3.26 | ニュースフラッシュ        | ニュースフラッシュ             | NTVニュース                  |
| 1961.3.27 | 1966.3.31 | ニュースフラッシュ        | ニュースフラッシュ             | 日曜夕刊                     |
| 1966.4.1  | 1974.3.31 | NNNニュースフラッシュ     | NNNニュースフラッシュ          | NNN日曜夕刊                  |
| 1974.4.1  | 1975.1.5  | NNNニュース               | NNNニュース                    | NNN日曜夕刊                  |
| 1975.1.6  | 1984.4.1  | NNN JUST NEWS             | NNN JUST NEWS                  | NNN日曜夕刊                  |
| 1984.4.2  | 1986.9.28 | NNN6:30きょうのニュース   | NNN6:30きょうのニュース        | NNN日曜夕刊                  |
| 1986.9.29 | 1988.4.3  | NNNライブオンネットワーク | NNNライブオンネットワーク      | NNN日曜夕刊                  |
| 1988.4.4  | 1996.3.31 | NNNニュースプラス1        | NNNニュースプラス1             | NNN日曜夕刊                  |
| 1996.4.1  | 2000.9.24 | NNNニュースプラス1        | NNNニュースプラス1・サタデー   | NNNニュースプラス1・サンデー |
| 2000.9.25 | 2002.9.29 | NNNニュースプラス1        | NNNニュースプラス1・サタデー   | The独占サンデー              |
| 2002.9.30 | 2006.4.2  | NNNニュースプラス1        | NNNニュースプラス1・サタデー   | 真相報道 バンキシャ!         |
| 2006.4.3  | 2010.3.28 | NNN Newsリアルタイム      | NNN Newsリアルタイム・サタデー | 真相報道 バンキシャ!         |
| 2010.3.29 | 現在      | news every.               | news every.サタデー            | 真相報道 バンキシャ!         |

## 備考
- 長野県では、1980年10月にテレビ信州が開局しているが、同局では当時はANN系列とのクロスネット局で、夕方の全国ニュースもANNをネットしていた。長野朝日放送の開局により、1991年4月からネットするようになった。
- また中京圏でのネットは1973年4月に中京テレビ放送がNNN/NNSにネットチェンジするまでは放送されなかった。当初のNNN/NNSの中京地区での加盟局・名古屋テレビ放送はANN（朝日テレビニュース）との並列加盟であり、夕方のニュースはANNのネットを開局以来受けていたためである[注釈 3]。CTVが開局した1969年からはこの2局が共同でANN加盟という変則体制とせざるを得ず、長らく夕方のNNNニュースを中京圏で視聴することはできなかった。但し日曜日の『NNN日曜夕刊』に関しては番組開始当初からNBNで放送され、ネットチェンジ後はCTVに移行している。